# Роды семейства Бересклетовые
Список составлен на основе данных Germplasm Resources Information Network (GRIN).
Синонимика родов в данном списке не приводится.
- Acanthothamnus Brandegee — Акантотамнус. Мексиканский род, близкий к роду Древогубец (Celastrus)
- Allocassine N.Robson
- Anthodon Ruiz & Pav.
- Apatophyllum McGill.
- Apodostigma R.Wilczek
- Arnicratea N.Hallé
- Bequaertia R.Wilczek
- Bhesa Buch.-Ham. ex Arn. — Беза
- Brassiantha A.C.Sm.
- Brexia Noronha ex Thouars
- Brexiella H.Perrier
- Campylostemon Welw. — Кампилостемон
- Canotia Torr.
- Cassine L. — Кассина
- Catha Forssk. ex Scop. — Кат. Монотипный род из Африки, традиционно разводится в Восточной и Южной Африке, на Аравийском полуострове (особенно в Йемене), в Индии и Шри-Ланке. Во многих странах кат по причине своего стимулирующе-наркотического действия запрещён.
- Celastrus L. typus — Древогубец, или Целяструс. Около 30 видов кустарников и одревесневающих лиан из Евразии, Африки, Австралии и Северной Америки. Некоторые виды — растения-душители: обвиваясь вокруг других деревьев, они по мере роста своего ствола их всё сильнее сдавливают и в конце концов умерщвляют.
- Cheiloclinium Miers
- Crossopetalum P.Browne
- Cuervea Triana ex Miers
- Denhamia Meisn.
- Dicarpellum (Loes.) A.C.Sm.
- Elachyptera A.C.Sm.
- Elaeodendron Jacq. — Элеодендрон
- Empleuridium Sond. & Harv.
- Euonymus L. — Бересклет. Около двухсот видов листопадных или вечнозелёных невысоких деревьев или кустарников, распространённых по всему земному шару (наибольшее видовое разнообразие наблюдается в Восточной Азии и Гималаях).
- Evonymopsis H.Perrier
- Fraunhofera Mart.
- Gloveria Jordaan
- Glyptopetalum Thwaites
- Goniodiscus Kuhlm.
- Gyminda Sarg.
- Gymnosporia (Wight & Arn.) Benth. & Hook.f.
- Hartogiopsis H.Perrier
- Hedraianthera F.Muell.
- Helictonema Pierre
- Hexaspora C.T.White
- Hippocratea L. — Гиппократея
- Hylenaea Miers
- Hypsophila F.Muell.
- Katafa Costantin & J.Poiss.
- Kokoona Thwaites
- Lauridia Eckl. & Zeyh.
- Lepuropetalon Elliott — Лепуропеталон
- Loeseneriella A.C.Sm.
- Lophopetalum Wight ex Arn. — Лофопеталум
- Lydenburgia N.Robson
- Macgregoria F.Muell.
- Maurocenia Mill.
- Maytenus Molina — Майтенус. Некоторые представители этого рода отличаются очень толстыми листьями с развитой гиподермой.
- Menepetalum Loes.
- Microtropis Wall. ex Meisn.
- Monimopetalum Rehder
- Mortonia A.Gray
- Moya Griseb.
- Mystroxylon Eckl. & Zeyh.
- Nicobariodendron Vasudeva Rao & Chakrab. — Никобариодендрон. Деревья, встречающиеся в лесах Андаманских и Никобарских островов. Растение плохо изучено и его отнесение к семейству Бересклетовые достаточно условно. В Системе классификации APG III род входит в дополнительный список таксонов, не имеющих в этой Системе определённого места.
- Orthosphenia Standl.
- Parnassia L. — Белозор
- Paxistima Raf.
- Peripterygia (Baill.) Loes.
- Peritassa Miers
- Perrottetia Kunth — Перроттетия
- Plagiopteron Griff.
- Platypterocarpus Dunkley & Brenan
- Plenckia Reissek
- Pleurostylia Wight & Arn. — Плевростилия
- Polycardia Juss.
- Prionostemma Miers
- Pristimera Miers
- Psammomoya Diels & Loes.
- Pseudosalacia Codd
- Ptelidium Thouars
- Pterocelastrus Meisn.
- Putterlickia Endl. — Путтерликия
- Quetzalia Lundell
- Reissantia N.Hallé
- Robsonodendron R.H.Archer
- Rzedowskia Medrano
- Salacia L.
- Salacighia Loes.
- Salaciopsis Baker f.
- Salvadoropsis H.Perrier
- Sarawakodendron Ding Hou
- Schaefferia Jacq.
- Semialarium N.Hallé
- Simicratea N.Hallé
- Simirestis N.Hallé
- Siphonodon Griff.
- Stackhousia Sm. — Стакхузия
- Tetrasiphon Urb.
- Thyrsosalacia Loes.
- Tontelea Miers
- Torralbasia Krug & Urb.
- Tricerma Liebm.
- Tripterococcus Endl.
- Tripterygium Hook.f. — Трёхкрыльник, или Триптеригиум. Два вида вьющихся кустарников из Восточной Азии.
- Tristemonanthus Loes.
- Wimmeria Schltdl. & Cham.
- Xylonymus Kalkman ex Ding Hou
- Zinowiewia Turcz. — Зиновьевия. Деревья, распространённые в Центральной Америке, а также в Венесуэле.

Согласно Системе APG III, в семейство бересклетовые включено также семейство Белозоровые.

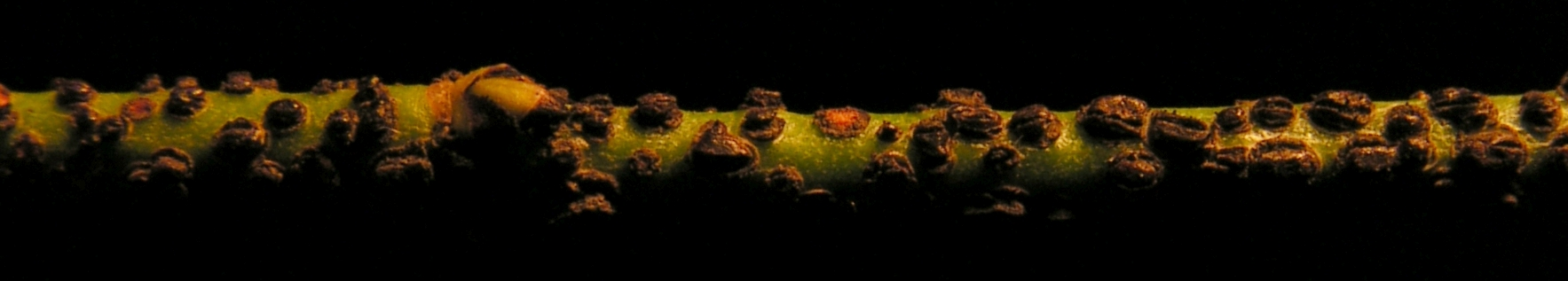
Бородавки на коре молодого побега Бересклет бородавчатый|бересклета бородавчатого (Euonymus verrucosus)